# La Pochothèque
La Pochothèque est une des collections majeures de la maison Le Livre de poche (Librairie générale française). Née en 1991, elle contient des textes de littérature, (l'essentiel de l'œuvre d'auteurs), de philosophie, des dictionnaires et des encyclopédies. Les livres mesurent 12,5 x 19 cm.

## Titres dans la collection
- Dante Alighieri, Œuvres complètes, éd. Christian Bec et autres (1996)
- Hans Christian Andersen, Contes et histoires, éd. Marc Auchet (2005)
- Atlas de l'astronomie, éd. Joachim Herrmann (1995)
- Atlas de la biologie, éd. Günther Vogel et Hartmut Angermann (1994)
- Atlas de la chimie, éd. Hans Breuer (2000)
- Atlas de la philosophie, éd. Peter Kunzmann, Franz-Peter Burkard et Franz Wiedmann (1993)
- Atlas de la physique, éd. Hans Breuer (1997)
- Atlas de la physique atomique et nucléaire, éd. Bernhard Bröcker (2001)
- Atlas de la psychologie, éd. Hellmuth Benesch (1995)
- Atlas de l'écologie, éd. Dieter Heinrich et Manfred Hergt (1993)
- Atlas des mathématiques, éd. Fritz Reinhardt et Heinrich Soeder (1997)
- Atlas du cinéma, éd. André Z. Labarrère (2002)
- Mohammed Arkoun (éd.), Histoire de l'Islam et des musulmans en France, préface de Jacques Le Goff (2010)
- Beaumarchais, Théâtre
- Gerhard J. Bellinger, Encyclopédie des religions, éd. Roselyne de Ayala, préface de Pierre Chaunu (2000)
- La Bible, traduction œcuménique (2000)
- La Bibliothèque idéale, éd. Pierre Boncenne, préface de Bernard Pivot (1992)
- Emily, Charlotte et Anne Brontë, Romans, éd. Sylvère Monod (2004)
- Elias Canetti, Écrits autobiographiques, éd. Michel-François Demet (1998)
- Miguel de Cervantes, Don Quichotte. Nouvelles exemplaires, trad. fr. Jean-Raymond Fanlo (2008)
- François-René de Chateaubriand, Mémoires d'outre-tombe, 2 tomes (2003, 2004)
- Chrétien de Troyes, Romans, éd. Michel Zink (2005)
- Jean Cocteau, Romans, poésies, œuvres diverses, éd. Bernard Benech (1995)
- Colette, Romans, éd. Francine Dugast (2004)
- Jean Delumeau, Des religions et des hommes (2003)
- Delphine Denis, Anne Sancier et Mireille Huchon, Encyclopédie de la grammaire et de l’orthographe (1997)
- Dictionnaire de rhétorique et de poétique, éd. Michèle Aquien et Georges Molinié (1996)
- Dictionnaire des lettres françaises. Le Moyen Âge, éd. Geneviève Hasenohr e Michel Zink (1992)
- Dictionnaire des lettres françaises. Le XVIe siècle, éd. Georges Grente et Michel Simonin (2001)
- Dictionnaire des lettres françaises. Le XVIIe siècle, éd. Georges Grente et Patrick Dandrey (1996)
- Dictionnaire des lettres françaises. Le XVIIIe siècle, éd. Georges Grente et François Moureau (1996)
- Dictionnaire des lettres françaises. Le XXe siècle, éd. Martine Bercot et André Guyaux (1998)
- Dictionnaire étymologique et historique de la langue française, éd. Emmanuelle Baumgartner et Philippe Ménard (1996)
- Dictionnaire historique de la magie et des sciences occultes, éd. Jean-Michel Sallmann (2006)
- Dictionnaire des personnages historiques, éd. Jean-Louis Voisin (1995)
- Dictionnaire historique de la ville de Paris, éd. Roselyne de Ayala (à paraître, 2012)
- Diogène Laërce, Vies et doctrines des philosophes illustres, éd. Marie-Odile Goulet-Cazé (1999)
- Lawrence Durrell, Le Quatuor d'Alexandrie, trad. fr. de Roger Giroux (2003)
- Encyclopédie des symboles, éd. Michel Cazenave (1999)
- Encyclopédie de la franc-maçonnerie, éd. Éric Saunier (2002)
- Encyclopédie de la littérature (2003)
- Encyclopédie de la musique, éd. Édith Weber, Serge Gut et Louis Jambou (2003)
- Encyclopédie de la philosophie, éd. Jean Montenot (2002)
- Encyclopédie de l'art, éd. Lucio Felici (1991)
- Encyclopédie des sciences (1998)
- Encyclopédie géographique, éd. Mario Bonini (1991)
- Werner D. Fröhlich, Dictionnaire de la psychologie, trad. fr. d'Émile Jalley (1997)
- Jean Giono, Romans et essais, 1928-1941, éd. Henri Godard (1992)
- Jean Giraudoux, Théâtre complet, éd. Guy Tessier (1991)
- Carlo Goldoni, Comédies choisies, éd. Denis Fachard (2007)
- La Légende du Graal dans les littératures européennes, éd. Michel Stanesco (2006)
- Robert Graves, Les Mythes grecs (2002)
- Knut Hamsun, Romans, éd. Régis Boyer (1999)
- G.W.F. Hegel, La Philosophie de l'histoire, éd. Myriam Bienenstock (2009)
- Hermann Hesse, Romans et nouvelles, éd. Jean-Louis Bandet (2002)
- Histoire universelle de l'art. L'art de la préhistorie, éd. Louis-René Nougier (1993)
- Histoire universelle de l'art. L'art égyptien, éd. Sergio Donadoni (1994)
- Histoire universelle de l'art. L'art grec, éd. Roland Martin (1994)
- Histoire universelle de l'art. L'art du XVe siècle des Parler à Dürer, éd. Jan Bialostocki et Pierre-Emmanuel Dauzat (1993)
- Histoire universelle de l'art. L'art du Gandhâra, éd. Mario Bussagli (1996)
- Histoire universelle de l'art. L'art du Japon, éd. Miyeko Murase (1996)
- Hugo von Hofmannsthal, Œuvres en prose, préface de Jean-Yves Masson (2010)
- Henrik Ibsen, Drames contemporains, introduction de Michel Meyer (2005)
- P. D. James, Les Enquêtes d’Adam Dalgliesh, 2 tomes, préface de René Reouven (1992)
- P. D. James, Romans (1993)
- Carl Gustav Jung, La Réalité de l'âme, 2 tomes, éd. Michel Cazenave (1998, 2006)
- Franz Kafka, Récits, romans, journaux, éd. Brigitte Vergne-Cain (2000)
- Yasunari Kawabata, Romans et nouvelles, éd. Fujimori Bunkichi (2002)
- Jean de La Fontaine, Fables, préface de Marc Fumaroli (2005)
- François de La Rochefoucauld, Maximes, Mémoires, œuvres diverses (1992)
- T. E. Lawrence, Les Sept Piliers de la sagesse, éd. André et Renée Guillaume (1995)
- Doris Lessing, Le Carnet d'or et autres romans (2011)
- Le Petit Littré. Dictionnaire de la langue française (2003)
- Malcolm Lowry, Romans, nouvelles et poèmes, éd. Jacques Darras (1995)
- Naguib Mahfouz, Trilogie (Impasse des deux palais. Le Palais du désir. Le Jardin du passé), éd. Jamal Chehayed (1993)
- Thomas Mann, Romans et nouvelles, 3 tomes, (1994, 1995, 1996)
- Marivaux, Théâtre complet, éd. Frédéric Deloffre et Françoise Rubellin (2000)
- Guy de Maupassant, Contes parisiens, éd. Marie-Claire Bancquart (2004)
- Guy de Maupassant, Contes cruels et fantastiques, éd. Marie-Claire Bancquart (2004)
- Guy de Maupassant, Contes normands, éd. Marie-Claire Bancquart (2004)
- Guy de Maupassant, Chroniques, éd. Henri Mitterand (2008)
- François Mauriac, Œuvres romanesques, 1911-1951, éd. Jean Touzot (1992)
- Carson McCullers, Romans et nouvelles, éd. Pierre Nordon, préface de Christine Lemardeley-Cunci (1994)
- Maurice Merleau-Ponty (éd.), Les Philosophes de l'Antiquité au XXe siècle. Histoire et portraits (2006)
- Montaigne, Les Essais, éd. Jean Céard (2002)
- Irène Némirovsky, Œuvres, 2 tomes (2011)
- Anaïs Nin, Journal de l'Amour 1932-39 (2003)
- Blaise Pascal, Les provinciales. Pensées, éd. Philippe Sellier et Gérard Ferreyrolles (2004)
- Georges Perec, Romans et récits, éd. Bernard Magné (2002)
- Luigi Pirandello, Nouvelles, éd. Jean-Michel Gardair (1996)
- Elisabeth Roudinesco et Michel Plon, Dictionnaire de la psychanalyse, Paris, Fayard, coll. « La Pochothèque », 2011 (1re éd. 1997) (ISBN 978-2-253-08854-7)
- Edgar Allan Poe, Histoires, essais et poèmes, éd. Jean-Pierre Naugrette et autres (2006)
- Rabelais, Gargantua. Pantagruel. Le Tiers Livre. Le Quart Livre. Le Cinquième Livre, préface de Michel Simonin (1994)
- Racine, Théâtre complet, éd. Jean Rohou et Paul Fièvre (1998)
- Raymond Radiguet, Œuvres 1918-1927, éd. Clément Borgal (2001)
- Cardinal de Retz, Mémoires précédés de La Conjuration du comte de Fiesque, éd. Simone Bertière (2003)
- Arthur Rimbaud, Œuvres complètes, éd. Pierre Brunel (2004)
- Élisabeth Roudinesco, Histoire de la psychanalyse en France suivi de Jacques Lacan, esquisse d'une vie (2009)
- La Saga de Charlemagne, éd. Daniel Lacroix (2000)
- Sainte-Beuve, Panorama de la littérature française, préface de Michel Brix (2004)
- Louis de Rouvroy, duc de Saint-Simon, Anthologie des Mémoires, éd. François Raviez (2007)
- Le Grand Livre de la santé. Guide médical de la famille (2001)
- Arthur Schnitzler, Romans et nouvelles, 2 tomes, éd. Brigitte Vergne-Cain et Gérard Rudent (1994, 1996)
- Anton Tchekhov, Nouvelles, éd. Vladimir Volkoff (1993)
- Les Tragiques Grecs (Eschyle, Sophocle, Euripide), Théâtre complet, trad. fr. de Victor-Henri Debidour (1999)
- Paul Valéry, Œuvres, 3 tomes, éd. Michel Jarrety (2016)
- Boris Vian, Romans, nouvelles, œuvres diverses, éd. Gilbert Pestureau (1993)
- Voltaire, Romans et contes en vers et en prose, éd. Édouard Guitton (1994)
- Voltaire, Correspondance choisie, éd. Jacqueline Hellegouarc'h (1997)
- Oscar Wilde, Œuvres, éd. Pascal Aquien (2003)
- Johann Joachim Winckelmann, Histoire de l'Art dans l'Antiquité (2005)
- Virginia Woolf, Romans et nouvelles 1917- 1941 (2002)
- Stefan Zweig, Romans et nouvelles, tome 1, éd. Brigitte Vergne-Cain et Gérard Rudent (2001)
- Stefan Zweig, Romans, nouvelles et théâtre, tome 2, éd. Brigitte Vergne-Cain et Gérard Rudent (2001)
- Stefan Zweig, Essais, tome 3, éd. Isabelle Hausser (1996)

## Album
La série a également publié quelques albums photos, tels que:
- Le Théâtre en France, éd. Jacqueline Jomaron (1993)
- Album Zweig, éd. Isabelle Hausser (1997)
- Victor Hugo et le théâtre, éd. Anne Ubersfeld (2002)
- Raymond Radiguet et le Paris des Années folles (2003)
- Andersen et son temps, éd. Marc Auchet (2005)
- Colette au temps de Claudine, éd. Michel Mercier et Anne-Véronique Bonnamour (2004)